# Ischnocampa ignava
Ischnocampa ignava är en fjärilsart som beskrevs av Paul Dognin 1912. Ischnocampa ignava ingår i släktet Ischnocampa och familjen björnspinnare. Inga underarter finns listade i Catalogue of Life.